# Странджа (вилает Истанбул)
Вижте пояснителната страница за други значения на Странджа.
Странджа (на турски: Binkılıç, Бинкълъч) е град в Източна Тракия, Турция, околия Чаталджа, вилает Истанбул.

## История
При избухването на Балканската война в 1912 година 2 души от Странджа са доброволци в Македоно-одринското опълчение.

## Личности
Родени в Странджа
- Апостол Стефанов, македоно-одрински опълченец, 2 рота на 11 сярска дружина[2]
- Георги Паскалев (1877 – ?), македоно-одрински опълченец, 1 и 2 рота на 5 одринска дружина[3]

Починали в Странджа
- Йосиф Г. Симеонов, български военен деец, поручик, загинал през Балканската война на 16 февруари 1913 година[4]
- Младен Колев Амзинов, български военен деец, подпоручик, загинал през Балканската война на 9 ноември 1912 година[5]